# 1001 Inventions

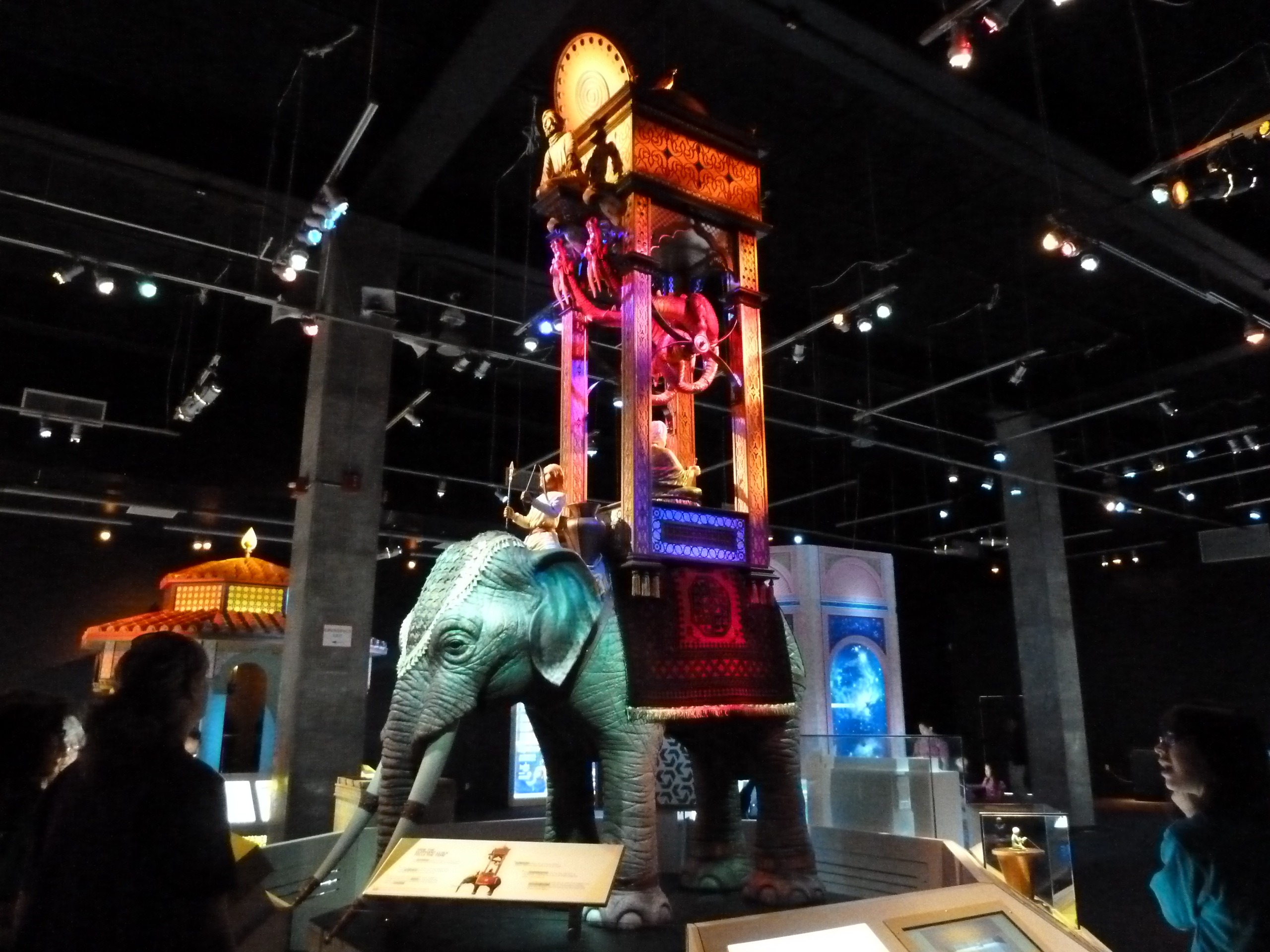
Elephantenuhr, Replik, bei der Ausstellung "1001 Erfindungen" 2011

1001 Erfindungen (engl.: 1001 Inventions) ist ein internationales Bildungsprojekt, das sich der Wissenschaftsgeschichte und Technologie der Muslimischen Zivilisation in der Blütezeit des Islam widmet. Das Projekt wirbt sowohl online als auch durch traditionelle Herausgabe von Druckwerken, mit Filmen sowie mit stationären und Wanderausstellungen. Das 1001 Erfindungen-Projekt wurde von der in Manchester gelegenen Foundation for Science, Technology and Civilisation (FSTC, Stiftung für Wissenschaft, Technologie und Zivilisation) begründet.

## Geschichte
Im Jahre 2006 wurde 1001 Inventions mit einer Wanderausstellung im Manchester Museum of Science and Industry und einem Begleitbuch auf den Markt gebracht. Diese erste Ausstellung ging sodann auf Tour in Großbritannien, mit Stationen in Birmingham Thinktank, Glasgow Science Centre, National Museum Cardiff und Museum of Croydon.
Dieselbe Wanderausstellung wurde auch im Britischen Parlament in London, dem Europäischen Parlament in Brüssel und den Vereinten Nationen in New York aufgeführt.

## Internationale Tour
Im Januar 2010 brachte 1001 Erfindungen eine neue und größere Wanderausstellung im Science Museum in London auf den Markt. Bevor sie der Öffentlichkeit zugänglich gemacht wurde, wurde der gesamte Inhalt der Ausstellung von einem unabhängigen Gremium an Geschichtsexperten geprüft. Die Ausstellung erzielte mehr als 400.000 Besucher während ihrer fünfmonatigen Laufzeit im Londoner Science Museum. Sie wurde auch vom türkischen Ministerpräsident Recep Tayyip Erdoğan während ihrer Laufzeit in London besucht, der daraufhin den Wunsch äußerte die Ausstellung in Istanbul noch im selben Jahr während des Fastenmonats Ramadan ausstellen zu wollen.
Im August 2010 wurde die 1001 Erfindungen-Wanderausstellung am Istanbuler Sultanahmet-Platz eröffnet. Die Ausstellung fand sieben Wochen statt und zog während dieser Zeit mehr als 400.000 Besucher an. Auch fand sie positiven Zuspruch von lokalen und nationalen Politikern ebenso wie von den türkischen Medien.
Im Dezember 2010 eröffnete die 1001 Erfindungen-Wanderausstellung für die Dauer von fünf Monaten in der New York Hall of Science. Mit 250.000 Besuchern endete sie in New York am 27. April 2011.
Am 27. Mai wurde die 1001 Erfindungen-Wanderausstellung im California Science Center in Los Angeles durch US-Außenministerin Hillary Clinton eröffnet. Die Ausstellung endete am 11. März 2012 mit mehr als 500.000 Besuchern.
Am 3. August 2012 eröffnete die 1001 Erfindungen-Wanderausstellung im National Geographic Museum in Washington D.C.
Im Rahmen der Berlin Science Week wurde im November 2017 die von 1001 Erfindungen erarbeitete Ausstellung „Ibn al-Haytham – The Man Who Discovered How We See“ gezeigt. Dieser wurde von Sonja Brentjes allerdings „simplistische Glorifizierung“ vorgeworfen.

## Auszeichnungen
Im Mai 2011 erhielt die 1001 Erfindungen-Wanderausstellung den Preis zum Best Temporary/Touring Exhibition 2011 bei den jährlichen Museums and Heritage Awards in London.
1001 Erfindungen und die Bibliothek der Geheimnisse (1001 Inventions of the Library of the Secret) ist ein international ausgezeichneter Bildungsfilm mit Sir Ben Kingsley in der Hauptrolle. Der Film ist ein integraler Teil der 1001 Erfindungen-Wanderausstellung.

## Unterstützung
Das Projekt hat Unterstützung sowie Lob und Anerkennung von Politikern und Führungskräften erhalten. Prinz Charles hat das Vorwort der letzten Ausgabe des 1001 Erfindungen-Buch verfasst, das von National Geographic veröffentlicht wurde. In diesem Vorwort erklärt er: „Ich bin erfreut den Erfolg der Initiative 1001 Erfindungen zu sehen, die viele wissenschaftliche, technologische und humanitäre Entwicklungen zwischen Islamischer Welt und dem Westen präsentiert und preist.“

## Akademischer Überblick und Kritik
1001 Erfindungen wird von der Stiftung für Wissenschaft, Technologie und Zivilisation, einem internationalen Netzwerk für Akademiker, hauptsächlich Wissenschaftshistorikern, beaufsichtigt. Bevor die 1001 Erfindungen-Ausstellung im Londoner Science Museum eröffnet wurde, wurde der Inhalt der Ausstellung vom Gastgeber überprüft und genehmigt. Nach akademischem Standard stellt 1001 Inventions eine vollständige Liste an Zitaten zu allen historischen Aussagen, die in ihren Büchern und Ausstellungen gemacht werden, genauso wie einem vollständigen akademischen Literaturverzeichnis – ebenso online – zur Verfügung.
Jedoch beschreibt Edward Rothstein in der New York Times die Darbietung der 1001 Erfindungen-Ausstellung in der New York Hall of Science im Dezember 2010 als ein „ernstes Problem“ mit der Bemerkung, dass „das Werbeziel bei jedem Schaubild offensichtlich sei“. Er meinte, dass „einige Aussagen weit über die Beweislage hinausgehen … und manche Behauptungen einfach nicht richtig sind.“ Als Antwort veröffentlichte die „Stiftung für Wissenschaft, Technologie und Zivilisation“ eine umfassende Gegenschrift mit akademischen Zitaten, die Rothstein vorwarf, „sich selbst fälschlicherweise als Experten zu sehen“. Die Kritik an der zum Nachweis der genannten Leistungen der muslimischen Zivilisation nicht ausreichenden Quellenlage wurde 2016 von Wissenschaftshistorikern erneuert.